# Tampégré
Tampégré är ett arrondissement i kommunen Toucountouna i Benin. Den hade 8 560 invånare år 2002.